# Bulbophyllum oxysepaloides
Bulbophyllum oxysepaloides là một loài phong lan thuộc chi Bulbophyllum.